# Clerf
Clerf (französisch Clervaux, luxemburgisch Klierf, Cliärref) ist eine Gemeinde im Großherzogtum Luxemburg und Hauptort des gleichnamigen Kantons.

## Lage, Geografie und Klima

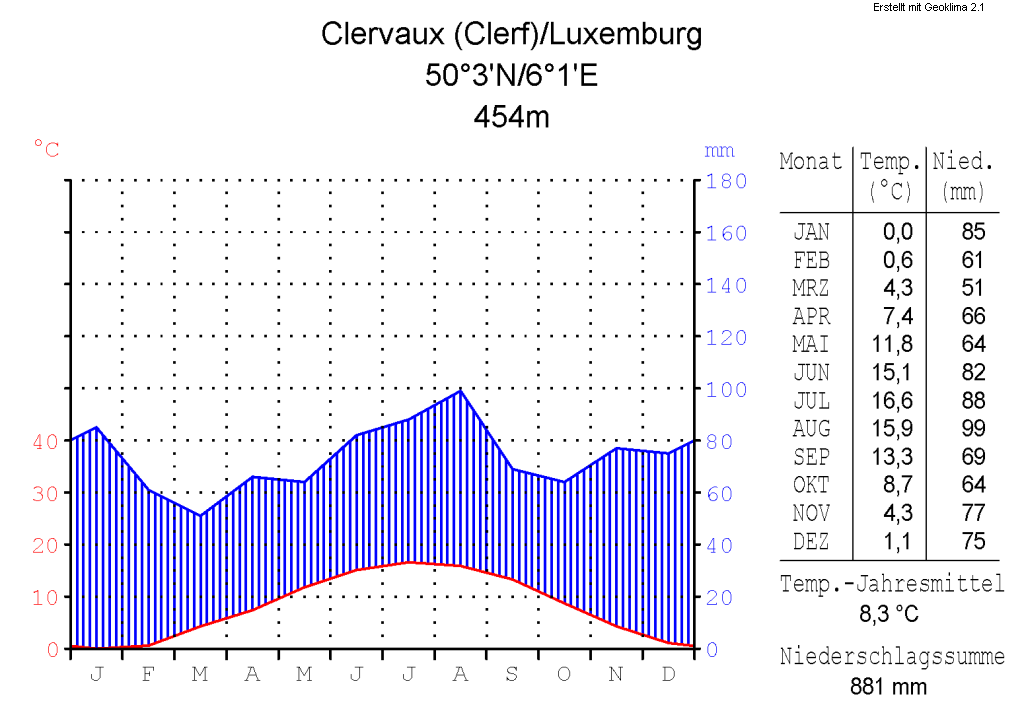
Klimadiagramm von Clerf

Die Gemeinde liegt im Ösling, einem Teil der Ardennen. Die durchschnittliche geografische Höhe beträgt etwa 500 Meter über dem Meeresniveau. Der höchste Punkt der Gemeinde ist der Schwaarzenhiwwel nahe Marnach mit 544 m, der tiefste Punkt liegt auf 274 m im Tal der Our nahe Roder. Der Fluss Our, ein Nebenfluss der Sauer, bildet im Osten die Grenze mit Deutschland und dem Bundesland Rheinland-Pfalz. Nordöstlich schließt sich Belgien mit der Gemeinde Burg-Reuland in der Provinz Lüttich an. Luxemburgische Nachbargemeinden sind Parc Hosingen im Südosten, Kiischpelt und Wiltz im Süden, Wintger im Westen und Weiswampach im Norden. Das Dreiländereck Deutschland–Belgien–Luxemburg verläuft durch die Gemeinde Clerf. Durch den namensgebenden Ort fließt die Klerf.

## Gemeinde
Nach dem Zusammenschluss bilden die folgenden 17 Ortschaften die Gemeinde Clerf (alphabetisch geordnet):
| deutscher Name | luxemburgischer Name              | französischer Name | Einwohner |
| -------------- | --------------------------------- | ------------------ | --------- |
| Clerf          | Klierf / Cliärref                 | Clervaux           | 1447      |
| Drauffelt      | Draufelt                          | Drauffelt          | 227       |
| Eselborn       | Eeselbuer                         | Eselborn           | 498       |
| Fischbach      | Fëschbech / Fëschbich             | Fischbach          | 122       |
| Grindhausen    | Grandsen                          | Grindhausen        | 19        |
| Heinerscheid   | Hengescht / Hengischt / Héinischt | Heinerscheid       | 631       |
| Hüpperdingen   | Hëpperdang                        | Hupperdange        | 357       |
| Kalborn        | Kaalber                           | Kalborn            | 56        |
| Lieler         | Léiler                            | Lieler             | 345       |
| Marnach        | Maarnech / Maarnich               | Marnach            | 769       |
| Mecher         | Mecher                            | Mecher             | 22        |
| Munshausen     | Munzen                            | Munshausen         | 241       |
| Reuler         | Reiler                            | Reuler             | 327       |
| Roder          | Rueder                            | Roder              | 84        |
| Siebenaler     | Siwwenaler                        | Siebenaler         | 51        |
| Urspelt        | Ischpelt                          | Urspelt            | 170       |
| Weicherdingen  | Wäicherdang                       | Weicherdange       | 265       |

Folgende Weiler, Höfe und Mühlen gehören ebenfalls zur Gemeinde Clerf:
| deutscher Name            | luxemburgischer Name  | französischer Name |
| ------------------------- | --------------------- | ------------------ |
| Fossenhof                 | Fossen / Fossenhaff   | Fossenhof          |
| Käsfurt                   | Kéisfuert / Kiisfurt  | Kaesfurt           |
| Kaaspelterhof             | Kaaspelt              | Kaaspelterhof      |
| Kalborner Mühle           | Kaalber Millen        | Kalborn-Moulin     |
| Kirelshof                 | Kirelshaff            | Kirelshaff         |
| Lausdorn                  | Lausduer / Lausduarre | Lausdorn           |
| Tintesmühle / Tentismühle | Tëntesmillen          | Tintesmühle        |
| Wirtgensmühle             | Wirtgensmillen        | Wirtgensmühle      |

## Geschichte
Im September 1944 wurde die Ortschaft Clerf durch amerikanische Truppen zunächst eingenommen, jedoch im Rahmen der Ardennenoffensive am 18. Dezember 1944 erneut von deutschen Truppen gegen heftige amerikanische Gegenwehr zurückerobert. Erst am 25. Januar 1945 erfolgte die endgültige Befreiung Clerfs von der deutschen Fremdherrschaft.
Am 12. Oktober 2008 haben sich die Einwohner der Gemeinden Clerf, Heinerscheid und Munshausen per Referendum für eine Fusion ihrer Gemeinden zu einer neuen Gemeinde Clerf ausgesprochen. Nach den Gemeindewahlen vom 9. Oktober 2011 ist die Fusion in Kraft getreten.

## Wappen
Das Wappen des Ortes Clerf entstand im 19. Jahrhundert durch Modifikation des Familienwappens derer von Clerf (die Merletten waren silbern und das Schildhaupt rot) und wurde durch großherzoglichen Beschluss vom 30. Mai 1896 bewilligt.
Blasonierung: in rot unter goldenem Schildhaupt mit drei balkenweise gestellten schwarzen, rot bewehrten und geschnabelten Amseln (französisch de gueules au chef d’or chargé de trois merles de sable becqués et membrés de gueules, rangés en fasce). Das Gemeindewappen wurde am südlichsten Ende der Grand Rue als Bodenmosaik aus kleinen Pflastersteinen gut sichtbar gestaltet. In vier Sprachen ist ein Schriftband mit dem Ortsnamen darum herum eingefügt.
Für die neue Gemeinde sind alle bisher in den Orten verwendeten Wappen nicht mehr in Gebrauch. Die neue Darstellung zeigt die Silhouette des Clerfer Schlosses als Strichzeichnung. Die Farben grau und rot bestimmen das Aussehen des Logos und „vereinen Neutralität (grau) mit Dynamismus und Lebhaftigkeit“, wie es auf der Gemeindehomepage heißt. Unter dem Schloss steht gemeng und rechts daneben senkrecht der Name Cliärref.

## Einwohner
Am 1. Juli 2021 lebten in der Gemeinde Clerf 5701 Einwohner, davon 2001 Nicht-Luxemburger (35,10 Prozent), die 79 Nationalitäten repräsentieren. Die ausländischen Nationalitäten setzen sich hauptsächlich zusammen aus: Portugiesen (759 Einwohner), Belgier (321 Einwohner), Franzosen (113 Einwohner) Niederländer (100 Einwohner), Deutsche (90 Einwohner), Spanier (58 Einwohner), Polen (55 Einwohner), Italiener (53 Einwohner) und Syrer (44 Einwohner).

## Bildung
Im Ortsteil Reuler befindet sich die Grundschule für die gesamte Gemeinde, die alle Stufen von der Früherziehung, Vorschule über die Primärschule umfasst. Sie besteht aus je 4 Zyklen (Zyklus 1-Früherziehung und Vorschule; Zyklus 2–4 Primarschule) die die Klassen vom Zyklus 1–4 umfasst. Insgesamt besuchen circa 480 Schüler die Schule. Eine Sporthalle, ein Fußballfeld, der Schülerhort und die Kinderkrippe ergänzen das Kinderbildungsangebot auf demselben Campus in Reuler. Bis zum Jahr 2018 waren keine höheren Schulen im Gemeindegebiet angesiedelt. Im Jahr 2018 eröffnete nach dreijähriger Bauzeit das Lycée Edward Steichen, welches auch ein Schulangebot für internationale Schüler bereitstellt.

## Bauwerke, Museen, Denkmale

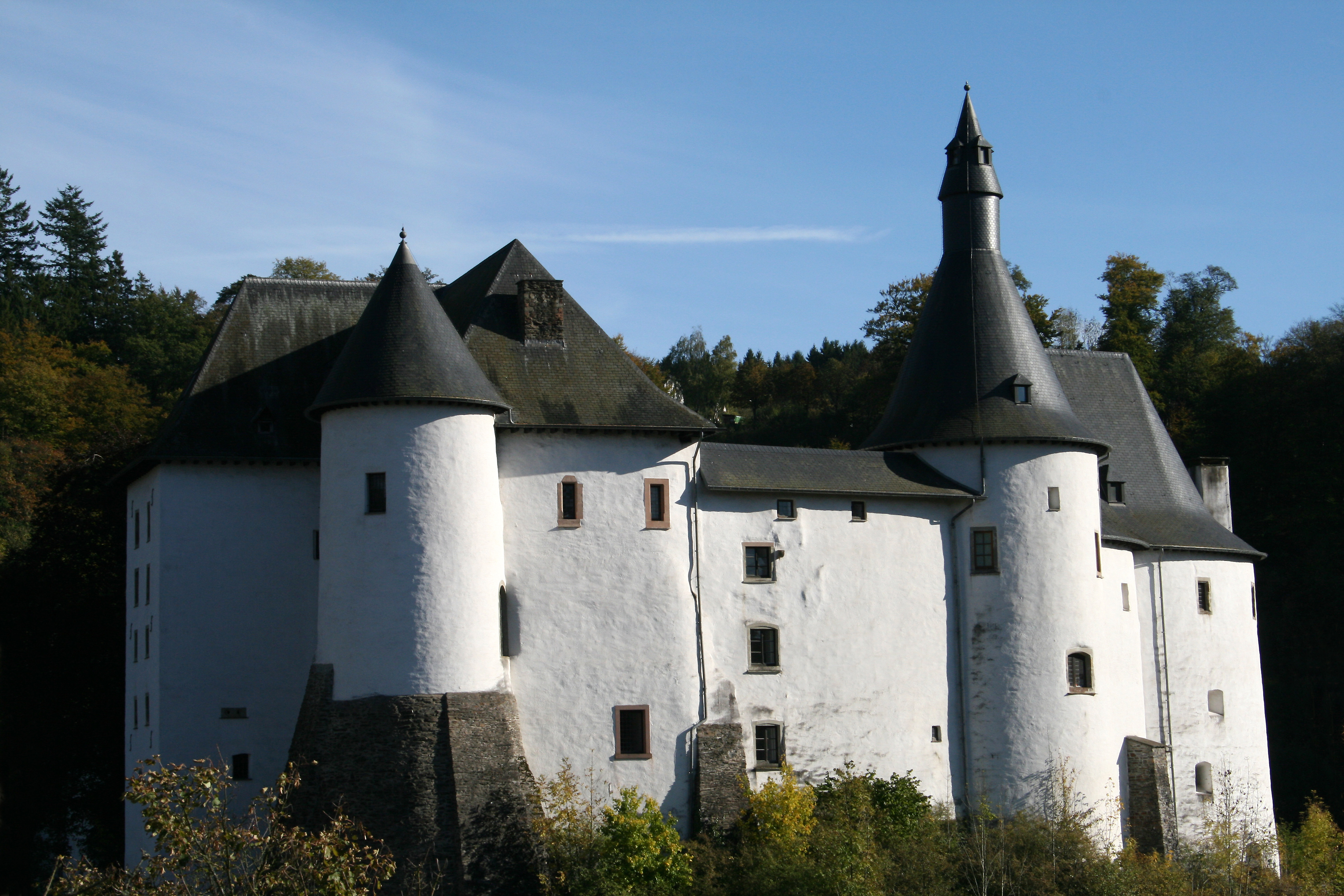
Schloss Clerf

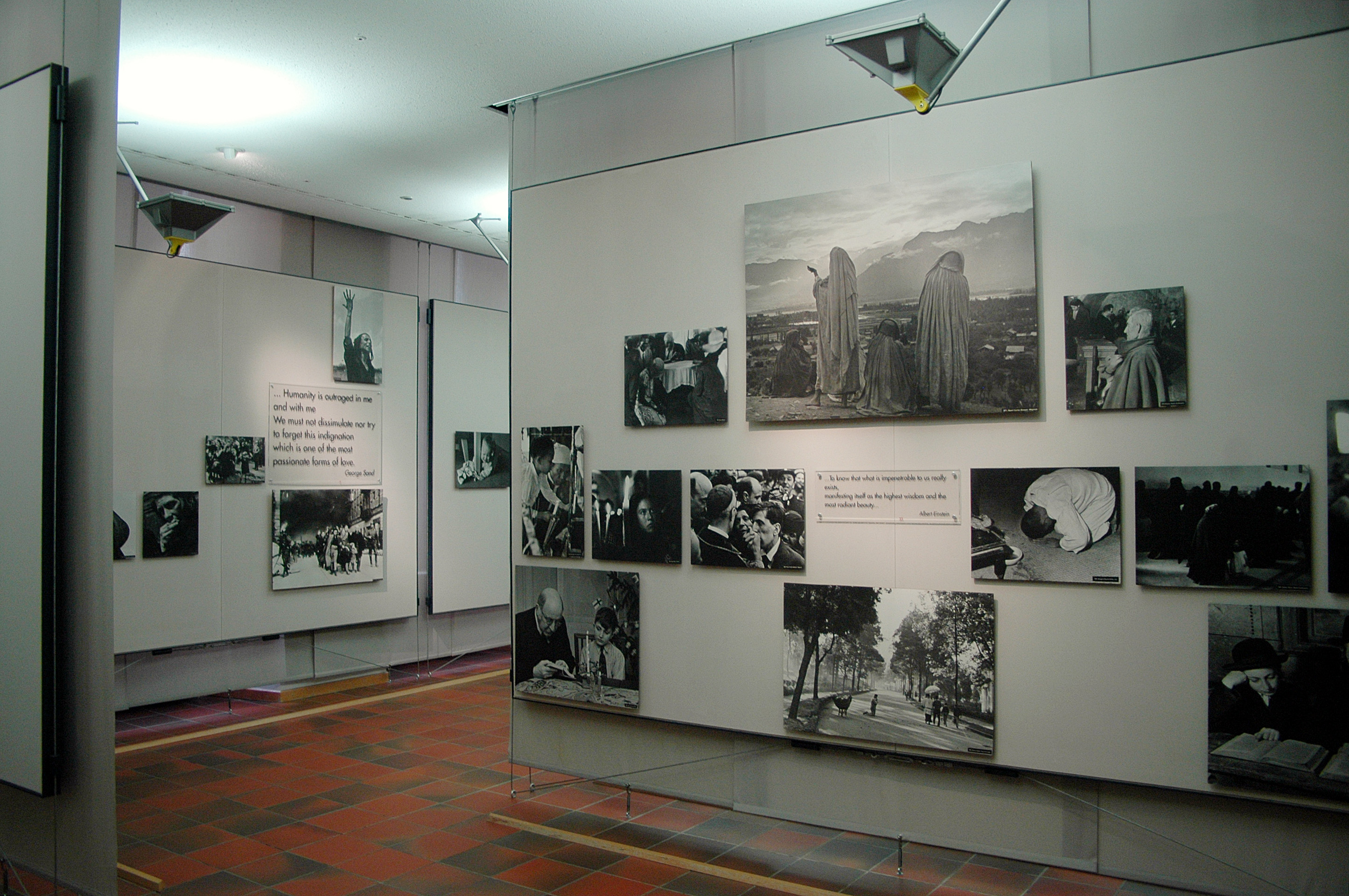
The Family of Man

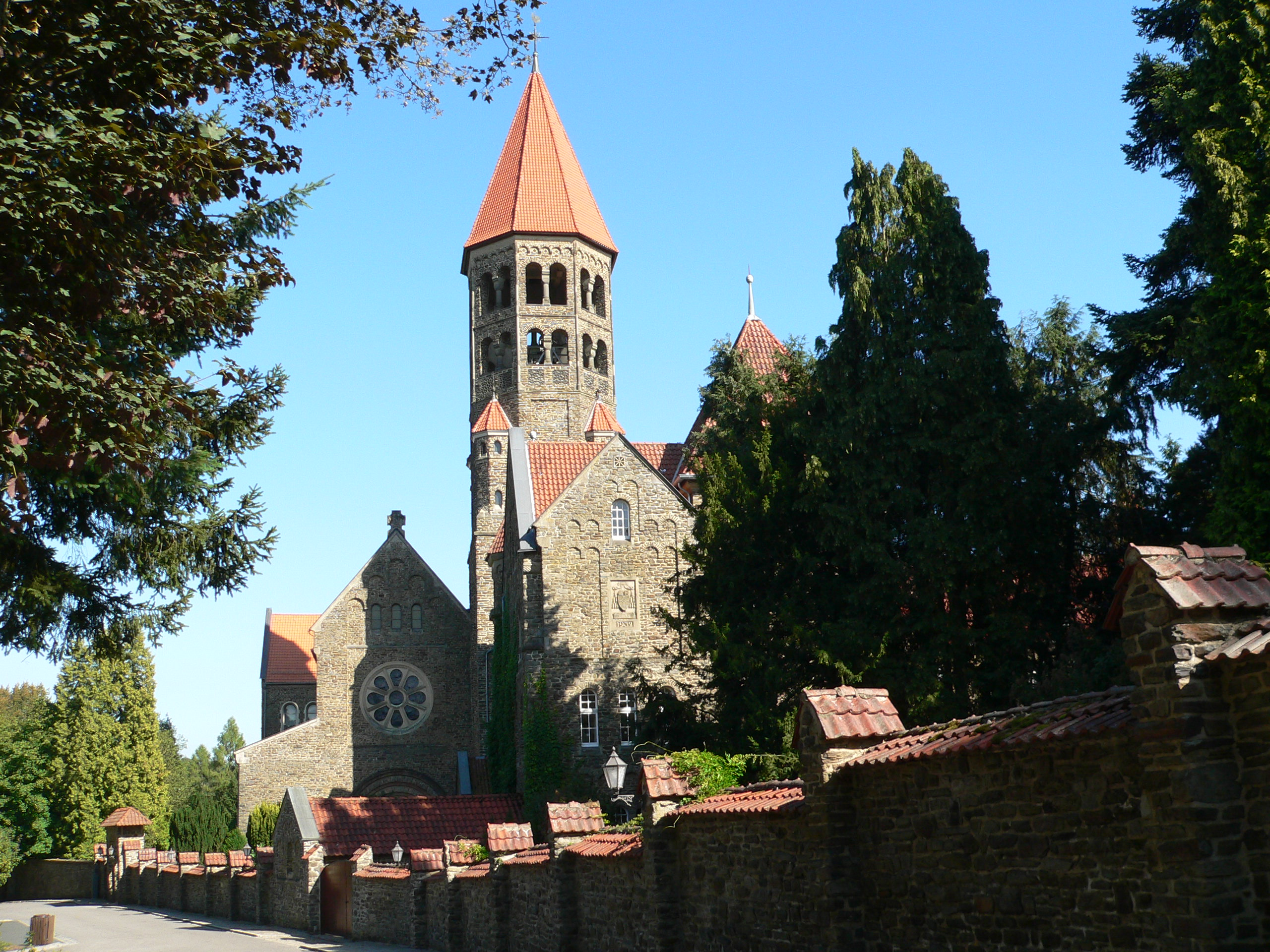
Benediktiner-Abtei

### Schloss
Das Schloss oder besser die Schlossburg wurde im 12. Jahrhundert, vielleicht auch früher, von den Grafen von Clerf auf einem Felsvorsprung errichtet. Vermutet wird, dass die ersten Grafen von Clerf mit den Grafen von Sponheim verwandt waren. In einem Dokument aus dem 12. Jahrhundert wird Graf Gerhard von Clerf als Bruder von Friedrich von Vianden bezeichnet. Nach dem Aussterben der Grafen von Clerf gelangten Burg und Herrschaft an die Herren von Meysenburg, später an die Herren von Brandenburg (eine Seitenlinie der Grafen von Vianden). Die Burg wurde im 15. und 16. Jahrhundert zur heutigen Größe ausgebaut und sollte 1691 zur Tilgung von Kriegsschulden versteigert werden – blieb aber im Familienbesitz. Danach verfiel die Burg und gelangte 1927 durch Versteigerung in Privatbesitz. Während der Ardennenoffensive im Dezember 1944 zerstörten deutsche Truppen die Burg. Die Restaurierungsarbeiten der Schlossburg, die sich heute im Besitz des Staates Luxemburg befindet, wurden erst 1994 abgeschlossen. Im Schloss befinden sich Teile der Gemeindeverwaltung und darüber hinaus (mit dem Stand 2013) drei Ausstellungen:
- The Family of Man – die 1950 begonnene und mittlerweile weltberühmte Fotoausstellung von Edward Steichen (in Clerf seit 1994). Die Ausstellung wurde 2003 in das Memory of the World Register der UNESCO aufgenommen.[9]
- das Museum der Ardennenschlacht mit Dokumentation.[10]
- Luxemburgisches Burgenmodell-Museum mit 22 luxemburgischen Burgen und Schlösser in Miniatur.[11]

### Kloster
Ein weiteres Bauensemble ist die Benediktinerabtei St. Mauritius und St. Maurus, die vom niederländischen Architekten Johannes Franziskus Klomp (1865–1946) konzipiert wurde. Die Mönchsgemeinschaft aus Solesmes hatte sie 1909/1910 gegründet. Bei dem Wiederaufbau nach dem Zweiten Weltkrieg wurde die Kirche weitgehend verändert. Für Besucher ist die Abtei mit Ausnahme des Vorhofs, der Klosterkirche und der Krypta nicht zugänglich. In der Krypta gibt es eine kleine Ausstellung über die Sitten und Gebräuche des Klosterlebens. In der Literaturwelt erlangte die Abtei einige Berühmtheit, da sich der isländische Schriftsteller und spätere Nobelpreisträger Halldór Laxness 1923 dort zum Katholizismus bekehrte. Außerdem lebte und wirkte hier der Orgelkomponist Dom Paul Benoit.

### Kirchen
- Westlich des Schlosses, auf einem felsigen Bergrücken, steht die Pfarrkirche, die 1910–1912 im rheinisch-romanischen Stil erbaut wurde. Die reiche und kunstvolle Innenausstattung – Altäre, Kreuzigungsstationen und Kanzel – wurden durch den Aachener Kirchenbildhauer Lambert Piedboeuf geschaffen. Außerdem befindet sich in der Kirche eine Orgel.
- Erwähnenswert ist außerdem die vom Clerfer Graf de Lannoy 1762 im Rokokostil errichtete Lorettokapelle, die sich unweit des Bahnhofs auf einer kleinen Anhöhe befindet.
- Heilig-Kreuz-Kirche im Ortsteil Lieler mit Chorturm aus dem 14. Jahrhundert.

|  |  |  |

### Spielzeugausstellung
Die in Clerf beheimatete Ausstellung von historischen Spielzeugen wurde 2018 in das benachbarte Munshausen verlegt und kann seitdem über das ganze Jahr im Freilichtmuseum Robbesscheier besichtigt werden.

### Gemeindeverwaltung
Im Zentrum der Ortschaft steht das frühere Rathaus, seit dem Gemeindezusammenschluss Batiment Administratif, mit den Aufgabenbereichen Katasteramt und Geografie, Geländeerfassung, Steueramt sowie das Brücken- und Straßenamt. Auf dem kleinen Platz davor erfreut ein Springbrunnen Einwohner und Touristen.

### Befreiungsdenkmale
An der Straße unterhalb des Schlossfelsens steht eine große Bronzetafel mit der Inschrift (in Luxemburgisch) „Für die bei unserer Befreiung Gestorbenen, 1940, 1945“.
Im Jahr 1983 ließ der Studienkreis zur Erforschung der Ardennenschlacht gemeinsam mit der Ortsverwaltung ein Bronzemonument errichten, das einen amerikanischen GI in der damaligen typischen Bekleidung zeigt. Die Skulptur steht auf einem grob behauenen Findling. Zwei daran angebrachte Gedenktafeln erinnern an dieses Ereignis. Auf einer steht: „Unseren Befreiern 1944 – 1945“. Sie ist mit zahlreichen Wappen militärischer Einheiten umgeben. Eine zweite Tafel erklärt: „In Anerkennung der Bürgerinnen und Bürger von Clervaux und der Mitglieder des Studienkreises der Ardennenschlacht von den dankbaren Freunden der 6. Panzerdivision der USA. 1. Dezember 1994“. Das zuletzt genannte Datum bezieht sich vermutlich auf die weitere Gestaltung der Umgebung: aus Fenstern eines Hauses, die auf den kleinen Gedenkplatz hinausgehen, schauen in Bronze gegossene Figuren heraus, die eine Fahne, ebenfalls aus Bronze, schwenken. Die Darstellung meint das freundliche Willkommen, das die Einwohner ihren Befreiern bereitet hatten. Die Skulptur auf dem steinernen Fundament wird von einem kleinen Blumenrondell umgeben, das vier Zugänge enthält, ansonsten jedoch mit niedrigen Ketten vom Fußgängerbereich abgetrennt ist.

## Wirtschaft und Verkehr
Der Haupterwerbszweig der Gemeinde ist der Tourismus. Das bezeugen unter anderem allein in Clerf direkt 13 Hotels und zahlreiche Gaststätten. Hinzu kommen Ferienwohnungen und Campingplätze am Rand der Siedlungskerne.
Clerf verfügt über einen Schnellzughalt an der Luxemburger Nordstrecke. Folgende überregionale Straßen verlaufen durch das Gemeindegebiet: N7 Luxemburg–Ettelbrück–Diekirch–Wemperhardt–Belgien, N10 Schengen–Wasserbillig–Echternach–Vianden–Marnach, N18 Marnach–Antoniushof.
Die Gemeinde ist durch 35 Linienbusse verbunden.

## Persönlichkeiten
In Clerf geboren wurden Damian Kratzenberg (1878–1946), Vorsitzender der Volksdeutschen Bewegung (VdB) Luxemburgs, sowie der deutschsprachige Schriftsteller Léopold Hoffmann (1915–2008) und die beiden Politiker Emile Colling (1899–1981) und Emile Eicher (* 1955).
Der luxemburgische Politiker Pierre Prüm (1886–1950) und der Organist Dom Paul Benoit (1893–1979) verstarben in Clerf.